# Westfalenpokal 2022/23
Der Westfalenpokal 2022/23 war die 42. Austragung im Fußball-Westfalenpokal der Männer. Der Sieger qualifizierte sich für die erste Hauptrunde des DFB-Pokals 2023/24. Titelverteidiger war der SV Rödinghausen. Höchstklassiger Teilnehmer war der Drittligist SC Verl. Der unterklassigste Teilnehmer war die SG Bokel aus der Kreisliga B Gütersloh.
Westfalenpokalsieger wurde erstmals der FC Gütersloh.

## Modus
Der Westfalenpokal wurde im K.-o.-System ausgetragen. In jeder Runde bestritt jede Mannschaft ein Spiel. Endete ein Spiel nach 90 Minuten unentschieden, fiel die Entscheidung im Elfmeterschießen. Die Partien der ersten Runde und alle folgenden Paarungen (außer das Finale) wurden ausgelost. Bei den Spielen der ersten bis dritten Runde hatte die klassenniedrigere Mannschaft Heimrecht. In den weiteren Runden auf Verbandsebene hatten lediglich die Kreisligamannschaften immer Heimrecht. Spielten zwei Mannschaften aus der gleichen Ligenebene gegeneinander, hatte die zuerst gezogene Mannschaft ein Heimspiel. Ein Tausch des Heimrechts war allerdings möglich. Ab dem Halbfinale wurden die Spielorte durch den Verband bestimmt.

## Teilnehmer
Für den Westfalenpokalwettbewerb 2022/23 qualifizierten sich automatisch die westfälischen Vereine aus der 3. Liga und der Regionalliga West 2021/22 sowie evtl. Absteiger aus der 2. Bundesliga 2021/22. Dazu kamen die teilnahmeberechtigten Mannschaften auf den Plätzen eins bis sechs der Aufstiegsrunde der Oberliga Westfalen 2021/22, die Meister der beiden Staffeln der Westfalenliga, die Meister der vier Staffeln der Landesliga, die Meister der 14 Staffeln der Bezirksliga sowie die 29 Kreispokalsieger. Die verbleibenden beiden Plätze bis zur Zahl 64 wurden an die Kreise vergeben, die die meisten aktiv am Spielbetrieb der Kreisligen teilnehmenden Herrenmannschaften stellen. Dies ermöglichte zwei Klubs aus den Kreisen Dortmund und Bochum die Teilnahme. Qualifizierte sich ein Kreispokalsieger bereits über eine Meisterschaft, rückte der unterlegene Kreispokalfinalist nach. Nicht teilnahmeberechtigt waren zweite Mannschaften.
| Westfälische Mannschaften der 3. Liga 2021/22 II | Westfälische Mannschaften der Regionalliga West 2021/22 II | Die ersten sechs Mannschaften der Oberliga Westfalen 2021/22 |
| SC Verl | Preußen Münster SV Rödinghausen TV SC Wiedenbrück Rot Weiss Ahlen SV Lippstadt 08 Sportfreunde Lotte | 1. FC Kaan-Marienborn SG Wattenscheid 09 Westfalia Rhynern FC Gütersloh ASC 09 Dortmund FC Eintracht Rheine 7. II |
| Die Meister der Westfalenliga 2021/22 | Die Meister der Landesliga 2021/22 | Die Meister der Bezirksliga 2021/22 |
| Delbrücker SC (1) TuS Bövinghausen (2) | FC Kaunitz (1) 2. II SC Obersprockhövel (2) Türkspor Dortmund (3) IG Bönen (4) | TuS Lohe (1) VfB Schloß Holte (2) Post TSV Detmold (3) SV Schmallenberg/Fredeburg (4) SV Germania Salchendorf (5) Kiersper SC (6) SV Westfalia Soest (7) Königsborner SV (8) FC Nordkirchen (9) Sportfreunde Wanne-Eickel (10) FC Epe (11) SV Concordia Albachten (12) SF DJK Mastbruch (13) TSG Dülmen (14)         |
| Die Kreispokalsieger der Saison 2021/22 (OL = Oberliga, WL = Westfalenliga, LL = Landesliga, BL = Bezirksliga, KLA = Kreisliga A, KLB = Kreisliga B) | | |
| - Ahaus/Coesfeld Grün-Weiß Nottuln (WL) - Arnsberg TuRa Freienohl (BL) - Beckum SV Liesborn (BL) - Bielefeld VfR Wellensiek (BL) - Bochum Concordia Wiemelhausen (WL) TuS Heven (BL) F V - Detmold Türkischer SV Horn (KLA) - Dortmund Dortmunder Löwen (KLA) F Hombrucher SV (LL) H V - Gelsenkirchen YEG Hassel (WL) - Gütersloh SG Bokel (KLB) F - Hagen SV Hohenlimburg (WL) | - Herford BV Stift Quernheim (BL) - Herne FC Castrop-Rauxel (BL) - Hochsauerland Rot-Weiß Erlinghausen (LL) - Höxter FC Nieheim (LL) - Iserlohn Borussia Dröschede (WL) - Lemgo TBV Lemgo (BL) - Lippstadt TuS Anröchte (KLB) - Lübbecke Preußen Espelkamp (WL) - Lüdenscheid RSV Meinerzhagen (OL) - Minden SV Kutenhausen-Todenhausen (BL) | - Münster 1. FC Gievenbeck (WL) - Olpe RW Hünsborn (LL) - Paderborn Hövelhofer SV (LL) - Recklinghausen SpVgg Erkenschwick (WL) - Siegen-Wittgenstein Sportfreunde Siegen (OL) F - Soest RW Westönnen (BL) - Steinfurt SuS Neuenkirchen (WL) F - Tecklenburg Teuto Riesenbeck (KLA) - Unna-Hamm Holzwickeder SC (OL) |

## 1. Runde
Die 1. Runde wurde zwischen dem 29. Juli 2022 und 17. August 2022 ausgetragen. Die 1. Runde und die weiteren Runden Partien bis einschließlich Viertelfinale wurden am 6. Juli im SportCentrum Kaiserau ausgelost. Zur Auslosung der 1. und 2. Runde wurden aufgrund regionaler Kriterien zwei Gruppen gebildet, um die Fahrtwege kurz zu halten.
Die größte „Sensation“ gelang der SG Bokel. Bereits die Qualifikation des B-Kreisligisten war eine Überraschung. In der 1. Runde setzte sich Bokel ungefährdet gegen IG Bönen durch. Bokel profitierte dabei jedoch von erheblichen finanziellen Problemen Bönens. Der zum Zeitpunkt des Spiels nominelle Westfalenligist zog nur einen Tag nach dem Pokalspiel seine Mannschaft aus der Westfalenliga zurück. Vor dem Spiel hatte der Verein fast seinen gesamten Kader freigestellt und musste im Westfalenpokal mit einer B-Mannschaft antreten.
| Datum                      |                                  | Ergebnis        |                                  |
| -------------------------- | -------------------------------- | --------------- | -------------------------------- |
| 29. Juli 2022, 19:00 Uhr   | RW Westönnen (BL)                | 0:3             | SC Verl (3L)                     |
| 30. Juli 2022, 16:00 Uhr   | Dortmunder Löwen Brackel 61 (BL) | 0:13            | TuS Bövinghausen (OL)            |
| 2. August 2022, 19:30 Uhr  | TuS Heven (BL)                   | 1:1 (3:2 i. E.) | SF Wanne-Eickel (LL)             |
| 3. August 2022, 19:00 Uhr  | Eintracht Rheine (OL)            | 3:3 (4:5 i. E.) | RW Ahlen (RL)                    |
| 3. August 2022, 19:30 Uhr  | VfR Wellensiek (BL)              | 0:7             | SC Wiedenbrück (RL)              |
| 5. August 2022, 19:30 Uhr  | Concordia Wiemelhausen (WL)      | 0:2             | YEG Hassel (WL)                  |
| 6. August 2022, 17:00 Uhr  | TuS Lohe (LL)                    | 0:2             | FC Gütersloh (OL)                |
| 6. August 2022, 18:00 Uhr  | Post TSV Detmold (LL)            | 1:3             | Delbrücker SC (OL)               |
| 7. August 2022, 14:00 Uhr  | SV Schmallenberg/Fredeburg (LL)  | 2:7             | Preußen Espelkamp (WL)           |
| 7. August 2022, 15:00 Uhr  | TSG Dülmen (LL)                  | 0:4             | 1. FC Gievenbeck (OL)            |
| 7. August 2022, 15:00 Uhr  | SpVgg Erkenschwick (WL)          | 7:2             | GW Nottuln (WL)                  |
| 7. August 2022, 15:00 Uhr  | SV Teuto Riesenbeck (BL)         | 4:0             | Concordia Albachten (LL)         |
| 7. August 2022, 15:00 Uhr  | FC Epe (LL)                      | 0:3             | ASC 09 Dortmund (OL)             |
| 7. August 2022, 15:00 Uhr  | SuS Neuenkirchen (LL)            | 1:0             | Hombrucher SV (LL)               |
| 7. August 2022, 15:00 Uhr  | FC Castrop-Rauxel (BL)           | 0:9             | RSV Meinerzhagen (WL)            |
| 7. August 2022, 15:00 Uhr  | Germania Salchendorf (LL)        | 9:0             | Kiersper SC (LL)                 |
| 7. August 2022, 15:00 Uhr  | FC Nordkirchen (LL)              | 1:2             | Sportfreunde Siegen (OL)         |
| 7. August 2022, 15:00 Uhr  | Borussia Dröschede (LL)          | 4:7             | SC Obersprockhövel (WL)          |
| 7. August 2022, 15:00 Uhr  | TuS Anröchte (KLA)               | 0:1             | SV Kutenhausen-Todtenhausen (BL) |
| 7. August 2022, 15:00 Uhr  | VfB Schloß Holte (LL)            | 1:5             | Westfalia Rhynern (OL)           |
| 7. August 2022, 15:00 Uhr  | Westfalia Soest (LL)             | 6:0             | DJK SF Mastbruch (LL)            |
| 7. August 2022, 15:00 Uhr  | Königsborner SV (LL)             | 2:5             | Holzwickeder SC (WL)             |
| 7. August 2022, 15:00 Uhr  | FC Nieheim (LL)                  | 0:1             | Sportfreunde Lotte (OL)          |
| 7. August 2022, 15:00 Uhr  | TuRa Freienohl (BL)              | 1:5             | FC Kaunitz (LL)                  |
| 7. August 2022, 15:00 Uhr  | Hövelhofer SV (BL)               | 2:0             | TBV Lemgo (BL)                   |
| 7. August 2022, 15:00 Uhr  | Türkischer SV Horn (KLA)         | 3:4             | SV Westfalen Liesborn (KLA)      |
| 7. August 2022, 16:00 Uhr  | BV Stift Quernheim (BL)          | 0:3             | RW Erlinghausen (LL)             |
| 10. August 2022, 19:00 Uhr | SV Hohenlimburg 10 (LL)          | 1:2             | SG Wattenscheid 09 (RL)          |
| 10. August 2022, 19:00 Uhr | SG Bokel (KLB)                   | 9:1             | IG Bönen (WL)                    |
| 17. August 2022, 19:00 Uhr | RW Hünsborn (LL)                 | 00:13           | Preußen Münster (RL)             |
| 17. August 2022, 19:30 Uhr | Türkspor Dortmund (WL)           | 0:1             | 1. FC Kaan-Marienborn (RL)       |
| 17. August 2022, 19:30 Uhr | SV Rödinghausen (RL)             | 2:1             | SV Lippstadt 08 (RL)             |

## 2. Runde
Die 2. Runde wurde zwischen dem 16. August 2022 und 13. September 2022 ausgetragen. Die 2. Runde wurde am 6. Juli im SportCentrum Kaiserau ausgelost. Die zur Auslosung der 1. Runde gebildeten beiden Gruppen wurden bei der Auslosung der 2. Runde weiter berücksichtigt.
| Datum                         |                                  | Ergebnis        |                            |
| ----------------------------- | -------------------------------- | --------------- | -------------------------- |
| 16. August 2022, 19:30 Uhr    | SV Teuto Riesenbeck (BL)         | 0:3             | RSV Meinerzhagen (WL)      |
| 24. August 2022, 19:30 Uhr    | TuS Heven (BL)                   | 2:1             | Sportfreunde Siegen (OL)   |
| 24. August 2022, 20:00 Uhr    | Holzwickeder SC (WL)             | 1:2             | FC Gütersloh (OL)          |
| 31. August 2022, 18:15 Uhr    | SpVgg Erkenschwick (WL)          | 0:0 (5:3 i. E.) | RW Ahlen (RL)              |
| 31. August 2022, 19:30 Uhr    | Germania Salchendorf (LL)        | 0:5             | ASC 09 Dortmund (OL)       |
| 31. August 2022, 19:30 Uhr    | SG Bokel (KLB)                   | 0:6             | SV Rödinghausen (RL)       |
| 31. August 2022, 19:30 Uhr    | Delbrücker SC (OL)               | 3:1             | SC Verl (3L)               |
| 31. August 2022, 19:30 Uhr    | Preußen Espelkamp (WL)           | 1:1 (1:3 i. E.) | Sportfreunde Lotte (OL)    |
| 31. August 2022, 19:30 Uhr    | Westfalia Soest (LL)             | 2:1             | SC Wiedenbrück (RL)        |
| 31. August 2022, 19:30 Uhr    | Hövelhofer SV (BL)               | 0:4             | Westfalia Rhynern (OL)     |
| 31. August 2022, 19:45 Uhr    | SV Kutenhausen-Todtenhausen (BL) | 4:3             | FC Kaunitz (LL)            |
| 1. September 2022, 19:30 Uhr  | SC Obersprockhövel (WL)          | 3:1             | 1. FC Gievenbeck (OL)      |
| 1. September 2022, 19:30 Uhr  | SuS Neuenkirchen (LL)            | 2:4             | YEG Hassel (WL)            |
| 1. September 2022, 19:30 Uhr  | SV Westfalen Liesborn (KLA)      | 2:2 (2:4 i. E.) | RW Erlinghausen (LL)       |
| 7. September 2022, 19:00 Uhr  | Preußen Münster (RL)             | 4:0             | SG Wattenscheid 09 (RL)    |
| 13. September 2022, 19:30 Uhr | TuS Bövinghausen (OL)            | 2:2 (4:5 i. E.) | 1. FC Kaan-Marienborn (RL) |

## Achtelfinale
Das Achtelfinale wurde am 28. September 2022 und 3. Oktober 2022 ausgetragen. Das Achtelfinale wurde am 6. Juli im SportCentrum Kaiserau ausgelost.
Die 3. Runde war Endstation für die ohnehin nur drei verbliebenen Regionalligateams, darunter Titelverteidiger Rödinghausen und der letztjährige Finalist Münster. Nachdem Drittligist Verl überraschend bereits in der 2. Runde ausgeschieden war, waren die drei Oberligisten aus Gütersloh, Dortmund und Delbrück die höchstklassigen verbleibenden Teilnehmer.
| Datum                         |                         | Ergebnis          |                                  |
| ----------------------------- | ----------------------- | ----------------- | -------------------------------- |
| 28. September 2022, 19:30 Uhr | RSV Meinerzhagen (WL)   | 2:1               | SV Rödinghausen (RL)             |
| 28. September 2022, 19:30 Uhr | SC Obersprockhövel (WL) | 2:2 (5:4 i. E.)   | YEG Hassel (WL)                  |
| 28. September 2022, 19:30 Uhr | FC Gütersloh (OL)       | 3:0               | Westfalia Rhynern (OL)           |
| 28. September 2022, 19:30 Uhr | SpVgg Erkenschwick (WL) | 0:0 (5:4 i. E.)   | Preußen Münster (RL)             |
| 28. September 2022, 19:30 Uhr | ASC 09 Dortmund (OL)    | 2:1               | Sportfreunde Lotte (OL)          |
| 28. September 2022, 19:30 Uhr | Delbrücker SC (OL)      | 3:0               | 1. FC Kaan-Marienborn (RL)       |
| 28. September 2022, 19:45 Uhr | Westfalia Soest (LL)    | 2:2 (10:11 i. E.) | RW Erlinghausen (LL)             |
| 3. Oktober 2022, 15:00 Uhr    | TuS Heven (BL)          | 1:2               | SV Kutenhausen-Todtenhausen (BL) |

## Viertelfinale
Das Viertelfinale sollte ursprünglich am 19. November 2022 und 23. November 2022 ausgetragen werden. Das Viertelfinale wurde am 6. Juli im SportCentrum Kaiserau ausgelost.
Zu einer Kontroverse führte die Entscheidung von Rot-Weiß Erlinghausen, das Spiel gegen die SpVgg Erkenschwick als Geisterspiel austragen zu wollen. Der Verein begründete dies mit behördlichen Auflagen und der Einschätzung, dass Erkenschwicker Anhänger der Kategorie C anreisen werden. Die SpVgg Erkenschwick bezeichnete diesen Entschluss als „fatales Signal“ für den Fußball und legte Widerspruch ein. Am 19. November 2022 wurde das Spiel abgesetzt. Schließlich entschied das Sportgericht des Westdeutschen Fußballverbandes, die Zuschauerzahl zu begrenzen. Für die erst Mitte März 2023 neu angesetzte Partie wurden pro Verein 350 personalisierte Eintrittskarten vergeben.
| Datum                        |                                  | Ergebnis |                         |
| ---------------------------- | -------------------------------- | -------- | ----------------------- |
| 19. November 2022, 14:30 Uhr | RSV Meinerzhagen (WL)            | 1:3      | Delbrücker SC (OL)      |
| 19. November 2022, 15:00 Uhr | SV Kutenhausen-Todtenhausen (BL) | 1:3      | ASC 09 Dortmund (OL)    |
| 23. November 2022, 19:30 Uhr | FC Gütersloh (OL)                | 3:1      | SC Obersprockhövel (WL) |
| 15. März 2023, 19:30 Uhr     | RW Erlinghausen (LL)             | 2:3      | SpVgg Erkenschwick (WL) |

## Halbfinale
Das Halbfinale wurde am 19. April 2023 ausgetragen. Die beiden Halbfinalspiele wurden am 27. Februar 2023 im Hans-Tilkowski-Haus des SportCentrums Kaiserau ausgelost.
| Datum                     |                      | Ergebnis |                         |
| ------------------------- | -------------------- | -------- | ----------------------- |
| 19. April 2023, 18:15 Uhr | ASC 09 Dortmund (OL) | 0:1      | FC Gütersloh (OL)       |
| 19. April 2023, 19:00 Uhr | Delbrücker SC (OL)   | 1:2      | SpVgg Erkenschwick (WL) |

## Finale
Das Finale wurde am 3. Juni 2023 im Rahmen des Finaltags der Amateure ausgetragen Finalort war der Westfalia-Sportpark in Hamm. Dies ist die Heimspielstätte von Westfalia Rhynern. Der Sieger FC Gütersloh qualifizierte sich für die erste Hauptrunde des DFB-Pokals 2023/24.
Für Gütersloh bzw. dessen Vorgängerverein war es die dritte Finalteilnahme seit 1986 und 1989. Gewinnen konnte Gütersloh den Pokal bis zu diesem Zeitpunkt aber nie. Erkenschwick stand zuletzt 1996 im Finale des Westfalenpokals. Den Westfalenpokal konnte die Spielvereinigung 1987 und 1993 gewinnen. Seit Einführung der Westfalenliga in ihrer heutigen Form als sechsthöchster, der Oberliga Westfalen nachgeordneter Spielklasse im Jahr 2012 konnte nie zuvor ein Team aus der Westfalenliga das Endspiel um den Westfalenpokal erreichen. Erstmals seit dem Finale 2008 unter Beteiligung des damaligen Landesligisten (7. Spielklasse) VfB Fichte Bielefeld konnte mit Erkenschwick wieder eine Mannschaft aus einer Spielklasse unterhalb der „fünften Liga“ das Pokalfinale erreichen.
Nach 90 Minuten ohne Tore wurde das Spiel im Elfmeterschießen entschieden. Der Gütersloher Keeper Jarno Peters konnte zwei Elfmeter halten und damit die Partie für den Favoriten entscheiden. Erstmals seit 1998 nahm der FC Gütersloh, wenn man dessen gleichnamigen Vorgängerverein einrechnet, wieder am DFB-Pokal teil.
| SpVgg Erkenschwick (WL)                                         | SpVgg Erkenschwick (WL) | FC Gütersloh (OL) | FC Gütersloh (OL) |
| --------------------------------------------------------------- | --- | --- | ----------------- |
| SpVgg Erkenschwick (WL)                                         | \| 3. Juni 2023 um 14:30 Uhr in Hamm–Rhynern (Westfalia Sportpark) \| \| Ergebnis: 0:0, 3:4 i. E. \| \| Zuschauer: 2.200 \| \| Schiedsrichter: Marco Goldmann (Warendorfer SU) \| | \| 3. Juni 2023 um 14:30 Uhr in Hamm–Rhynern (Westfalia Sportpark) \| \| Ergebnis: 0:0, 3:4 i. E. \| \| Zuschauer: 2.200 \| \| Schiedsrichter: Marco Goldmann (Warendorfer SU) \|                                                                   | FC Gütersloh (OL) |
| SpVgg Erkenschwick (WL)                                         | R. Hester – C. Kasak, A. Ovelhey, D. Pilica, E. Schick (84. N. Pulver), C. Warnat – P. Breilmann, N. Eisen, M. Isensee, S. Oerterer , F. Wortmann Cheftrainer: Magnus Niemöller   | J. Peters – S. Benmbarek, M. Lücke (86. L. Beuckmann), J. Steringer, P. Widdecke – A. Bannink (75. M. Haeder), N. Buckmaier (75. Jannik Enning), A. Firminio Dantas, T. Manstein – M. Esko (81. A. Kandic), K. Freiberger Cheftrainer: Julian Hesse | FC Gütersloh (OL) |
| SpVgg Erkenschwick (WL)                                         | Elfmeterschießen | | FC Gütersloh (OL) |
| SpVgg Erkenschwick (WL)                                         | J. Peters hält gegen N. Eisen J. Peters hält gegen P. Breilmann 1:2 N. Pulver 2:3 M. Isensee 3:3 S. Oerterer                                                                      | 0:1 M. Haeder 0:2 J. Steringer 1:3 K. Freiberger T. Manstein (über das Tor) 3:4 A. Firminio Dantas | FC Gütersloh (OL) |
| 3. Juni 2023 um 14:30 Uhr in Hamm–Rhynern (Westfalia Sportpark) | | |                   |
| Ergebnis: 0:0, 3:4 i. E.                                        | | |                   |
| Zuschauer: 2.200                                                | | |                   |
| Schiedsrichter: Marco Goldmann (Warendorfer SU)                 | | |                   |